# Грбови рејона Уљановске области
Грбови рејона Уљановске области обухвата галерију грбова административних јединица руске области Уљановске области, са статусом градских округа и рејона, те њихове историјске грбове (уколико их има).
Већина грбова настала је након успостављања Руске Федерације и Уљановске области, као њеног саставног субјекта.

## Грбови округа и рејона
- Грб рејона 
 Базарносицки
- Грб рејона 
 Баришки
- Грб рејона 
 Вешкајмски
- Грб рејона 
 Инзјенски
- Грб рејона 
 Карсунски
- Грб рејона 
 Кузоватовски
- Грб рејона 
 Мајнски
- Грб рејона 
 Мељекешки
- Грб рејона 
 Николајевски
- Грб рејона 
 Новомаликлински
- Грб рејона 
 Новоспаски
- Грб рејона 
 Павловски
- Грб рејона 
 Радишчевски
- Грб рејона 
 Сенгиљејевски
- Грб рејона 
 Старокулаткински
- Грб рејона 
 Старомајнски
- Грб рејона 
 Сурски
- Грб рејона 
 Терењгуљски
- Грб рејона 
 Уљановски
- Грб рејона 
 Циљнински
- Грб рејона 
 Чердаклински